# Gumina minor
Gumina minor är en snäckart som beskrevs av Laws 1940. Gumina minor ingår i släktet Gumina och familjen Pyramidellidae. Inga underarter finns listade i Catalogue of Life.